# كلوروتيبين
كلوروتيبين ( المُباع تحت الأسماء التجارية، كلوتيبين وكلوبيبين)، والمعروف أيضًا باسم أوتوكلوثيبين، هو مضاد للذهان ثلاثي الحلقات مُشتق من البيراثيبين في عام 1965 وتم تسويقها في جمهورية التشيك بواسطة شركة سبوفا في أو حوالي عام 1971 لعلاج الذهان والفصام .
من المعروف أن كلوروتيبين يحتوي على درجة عالية من التقارب لمستقبلات الدوبامينD1، D2، D3، D4 والسيروتونين 5-HT 2A، 5-HT2A، 5-HT2B، 5-HT2C، 5-HT6، 5-HT7، tα1A، α1B-، ومستقبلات الهيستامين،  حيث تم تأكيد أنه يعمل كمضاد في معظم المواقع، ومن المحتمل أن يكون كذلك في جميعها بناءً على علاقة النشاط بالبنية، كما أنه يعوق امتصاص نورإبينفرين عن طريق تثبيط الناقل الخاص به.
ونتيجة لنشاطه القوي للغاية إزاء مستقبل D 2، جنبًا إلى جنب مع التيفلودازين، تم استخدام كلوروتيبين كأساس لتطوير فارماكوفور ثلاثي الأبعاد لمُضادات مستقبلات D 2.